# Décimo quinto Doutor
O Décimo quinto Doutor (em inglês:  Fifteenth Doctor) é uma encarnação do Doutor, o protagonista da série de ficção científica da BBC, Doctor Who, sendo interpretado pelo ator ruandês-escocês Ncuti Gatwa. Ele é o quarto ator escocês a interpretar o Doutor e o primeiro ator negro a desempenhar o papel principal.
Dentro da narrativa do programa, o Doutor é um alienígena humanoide viajante do tempo de uma raça conhecida como Senhores do Tempo, com origens um tanto desconhecidas, que viaja no tempo e espaço em suas TARDIS, frequentemente com um companheiro. Quando ele está gravemente ferido pode regenerar seu corpo, mas ao fazer isso, ganha uma nova aparência física e, com ela, uma nova personalidade.
Seu primeiro episódio como ator principal foi ao ar em 25 de dezembro de 2023, e sua primeira temporada completa estreou em maio de 2024. Ele se regenerou no final da 15.ª temporada, "The Reality War" (2025), em uma personagem interpretado por Billie Piper.

## Escalação

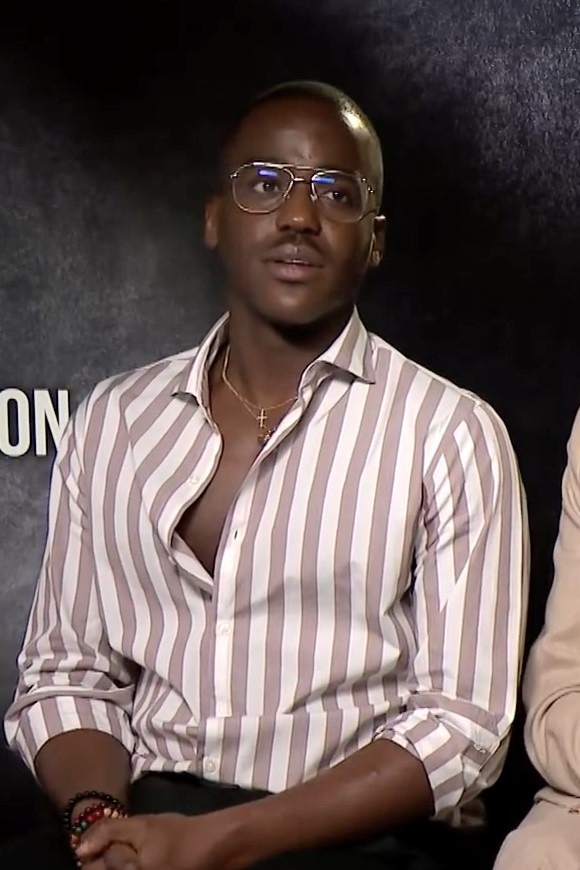
Ncuti Gatwa interpretará o Décimo quinto Doutor.

Antes do anúncio do elenco de Gatwa, havia rumores de que vários atores e atrizes assumiriam o lugar de Whittaker, incluindo Hugh Grant, Michael Sheen, Kris Marshall, Richard Ayoade, Michaela Coel, Kelly MacDonald, e Lenny Henry. O retorno de Davies também levou a especulações de que um ator com quem ele havia trabalhado anteriormente em outros projetos se juntaria a ele como o Décimo Quarto Doutor, com Olly Alexander, Lydia West, Omari Douglas, T'Nia Miller e Fisayo Akinade tendo classificação alta nas probabilidades das casas de apostas. Também circularam rumores de que David Tennant iria reprisar seu papel, tendo anteriormente retratado o Décimo Doutor durante o tempo de Davies como showrunner, ou que Jo Martin, que estreou como a Doutora Fugitiva durante o mandato de Whittaker, seria revelada como a décima quarta encarnação.
Em 8 de maio de 2022, Gatwa postou uma foto no Instagram com dois emojis de coração, um sinal de adição e uma caixa azul. O post, juntamente com comentários do showrunner de Doctor Who, Russell T Davies, levou à especulação de que Gatwa havia sido escalado como a décima quarta encarnação do protagonista da série. Isso foi posteriormente confirmado pela conta oficial de Doctor Who no Twitter.
Em um artigo divulgado no site Doctor Who, Gatwa disse: "Este papel e show significa muito para tantos ao redor do mundo, incluindo eu, e cada um dos meus antecessores incrivelmente talentosos lidou com essa responsabilidade e privilégio únicos com o máximo cuidado. Vou me esforçar ao máximo para fazer o mesmo."
Davies acrescentou: "Ncuti nos deslumbrou, agarrou o Doutor e possuiu as chaves da TARDIS em segundos... Eu prometo a você, 2023 será espetacular!".
O personagem também foi anunciado como não heterossexual.

## Recepção

### Anúncio
O Secretário da Cultura da Escócia Angus Robertson parabenizou Gatwa por sua escalação. O ator Olly Alexander, considerado um dos favoritos para o papel, twittou sua alegria pela escalação. Sylvester McCoy, que interpretou o Sétimo Doutor, twittou seu prazer por outro ator escocês tomar as rédeas do Doutor. No Paris Fan Festival de 2022, Matt Smith, que interpretou o Décimo primeiro Doutor, expressou abertamente seu apoio a Gatwa assumir o papel. Em uma entrevista com STV News, Peter Capaldi, que interpretou o Décimo segundo Doutor, afirmou que acreditava que Gatwa seria "um Doutor incrível". Durante o British Academy Television Awards de 2022, Gatwa afirmou que David Tennant e Jodie Whittaker, que interpretaram o Décimo Doutor (também o Décimo quarto Doutor) e a Décima terceira Doutora, respectivamente, o chamaram para expressar seu apoio.